# هد اسپرت
هد اسپرت (انگلیسی: Head Sport) شرکت تجهیزات ورزشی اتریشی است، که در سال ۱۹۵۰ توسط هوارد هد تأسیس شد.